# Radio Classique
Pour les articles homonymes, voir Radio Classique (homonymie).
Radio Classique est une radio privée française musicale fondée en 1983, propriété du groupe Les Echos-Le Parisien, filiale média du groupe LVMH de Bernard Arnault. Elle diffuse principalement de la musique classique et du jazz, aussi que des tranches d'informations, consacrées à l'actualité économique et politique.

## Historique

### 1983-2005: de ses débuts au rachat par LVMH
Radio Classique est lancée en janvier 1983 par Pierre Amalou, avec le soutien de Jean-Louis Servan-Schreiber. Elle est animée par d'anciens producteurs de France Musique.
À ses tout débuts, elle fait appel aux contributions de ses auditeurs qui — en échange d'un abonnement — reçoivent le programme détaillé de la station. Elle diffuse aussi quelques messages publicitaires qui tiennent en partie du mécénat, puis fait partie du Groupe Expansion puis reprise par Christian Pellerin, promoteur immobilier.
En 1992, elle est rachetée par la SAGEM et reprise, en 1999, par Desfossés International filiale média du groupe LVMH - Moët Hennessy Louis Vuitton.

### 2005-2018: décloisonner la musique classique
À la rentrée 2005, sous l'impulsion de son directeur général Frédéric Olivennes et son directeur d'antenne Sébastien Lancrenon, la station entreprend de décloisonner la musique classique en mettant en valeur les bénéfices de l'écoute du classique. Elle se repositionne alors autour du « ressourcement » (sa nouvelle signature : « Ressourcez-vous »), avec un objectif de rendre le classique accessible. Ainsi à l'antenne : un ton plus convivial, des musiques de film, de la musique à la demande, des jeux, etc. La politique éditoriale qui prévalait depuis les débuts de la station s'est nettement infléchie : d'une part la diffusion intégrale des œuvres a cédé le pas à la diffusion d'extraits des œuvres (mouvement de symphonie, de concerto…), d'autre part la transparence neutre et objective des animateurs a fait place à une personnalisation active et une certaine "événementialisation" des programmes musicaux avec l’arrivée de personnalités radiophoniques (Christian Morin, Ève Ruggieri…) et un ton d’antenne plus convivial et interactif.
Depuis 2007, Radio Classique fait partie du Groupe Les Échos-Le Parisien, pôle médias de LVMH - Moët Hennessy Louis Vuitton.
Depuis 2009, Radio Classique se positionne comme la radio du sens et de l’émotion au service de tous ceux qui ont soif de détente et de culture. Elle a donc adopté une nouvelle signature : « Vie Moderne, Radio Classique ».
Cette nouvelle stratégie permet à la station de passer de 500 000 auditeurs par jour en 2004 à 1,2 million d’auditeurs en 2012.
Le 12 décembre 2012, Étienne Mougeotte est nommé directeur général de Radio Classique.
En 2013, Radio classique est mise en demeure par le CSA pour publicité clandestine pour une croisière.

### 2018-2022: renouvellement de l'équipe et des programmes
En mars 2018, Étienne Mougeotte quitte Radio Classique. Il est remplacé par Jean-Francis Pécresse, nommé à la fois directeur de la station et directeur d’antenne, tout en conservant la direction de l'information. Épaulé par Bertrand Dermoncourt qui prend au même moment ses fonctions de directeur de la musique, il recompose la grille de la radio pour la saison 2018-2019, avec l’arrivée de Franck Ferrand, Laurence Ferrari, Pauline Lambert, et le départ de Patrick Poivre d'Arvor et Alain Duault. La signature de la station devient « Radio Classique, et votre vie devient plus belle ».
Plusieurs artistes de premier plan rejoignent également la station pour animer leurs propres émissions, à instar du ténor Rolando Villazón et du violoncelliste Gautier Capuçon en septembre 2019, ou encore du pianiste jazz Laurent de Wilde avec son émission de jazz On The Wilde Side, en septembre 2020.

### Depuis 2022: un positionnement réaffirmé autour de la musique, l’information et la culture
Au départ de Jean-Francis Pécresse à l’été 2022, Bertrand Dermoncourt devient directeur général de Radio Classique, chargé également des programmes et de l’antenne, tandis que Guillaume Durand prend la direction de l’information.
La station affirme alors sa volonté de poursuivre sa montée en gamme, en renforçant son positionnement et son identité autour de ses trois piliers : l’information, la musique et la culture.
La rentrée 2022 de la station voit ainsi l’arrivée de plusieurs personnalités, en fin de semaine : Frédéric Beigbeder, Fabrice Luchini, Daphné Roulier, et dans la Matinale de Guillaume Durand, avec notamment Samuel Blumenfeld, Hervé Gattegno, Rachel Khan, Marc Lambron, Eric Le Boucher, Christian Makarian, qui rejoignent Luc Ferry, Franz-Olivier Giesbert, Pascal Bruckner, Jean-Marie Colombani, Cécile Cornudet, Guillaume Tabard, David Doukhan ou encore David Abiker.
En juin 2023, la station annonce le remplacement de Guillaume Durand à la Matinale par David Abiker, tandis qu’Hervé Gattegno est nommé directeur de la rédaction.

## Identité de la station

### Logos

Logo de Radio Classique de 2005 à février 2014
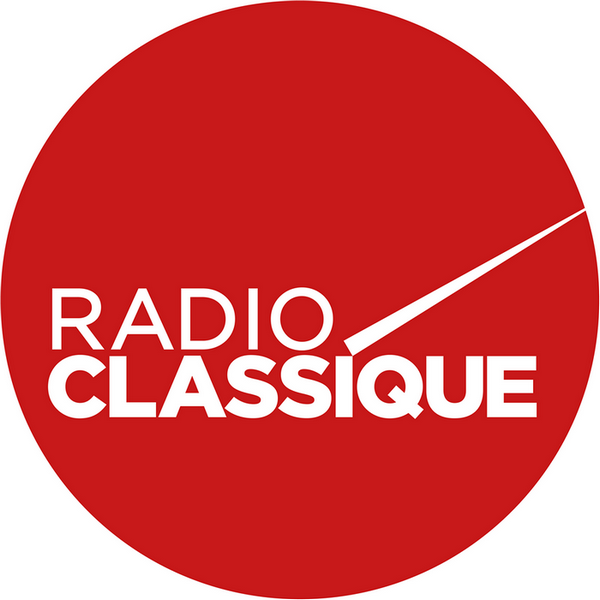
Logo de Radio Classique depuis février 2014

### Slogans
- 1991 : « La fréquence de la musique classique »
- 2005 : « Ressourcez-vous »
- 2008 : « La musique la plus agréable à écouter »
- 2009 : « Vie Moderne, Radio Classique »
- 2010 : « Les plus grands compositeurs, les plus belles œuvres »
- 2017 : « Vous êtes bien avec Radio Classique »
- 2018 : « Radio Classique... Et votre journée devient plus belle »

### Voix d’antenne
Depuis 2005 :
- Pierre-Alain de Garrigues[14]
- Nathalie Spitzer

### Ligne éditoriale
L'association Acrimed (positionnée à gauche) consacre quelques articles de critique des médias dans lesquels elle constate l'orientation libérale des informations économiques diffusées sur Radio Classique. Elle se réfère entre autres à un article paru dans Le Monde diplomatique.
Le Monde estime que les rédacteurs de la station sont en 2019 « des plumes majoritairement de droite ou de centre droit ». L'arrivée du polémiste conservateur Eric Zemmour comme éditorialiste en 2019 suscite une controverse et le départ du directeur éditorial Maurice Szafran,.

## Personnalités de la station

### Animateurs en 2022
Le site de Radio Classique indique la liste des membres de l'équipe, notamment :
Animateurs d'émissions musicales
- Gautier Capuçonind
- Jean-Michel Dhuezind
- Fabrice Luchini
- Christian Morinind
- Laurent de Wildeind
- Julie Terrantiind

Chroniqueurs (culture, économie, politique, social)
- David Abikerind
- Frédéric Beigbederind
- Jean-Claude Casanova
- Jean-Marie Colombani
- Guillaume Durandind
- Franck Ferrandind
- Luc Ferry
- Hervé Gattegno
- Philippe Gault
- Samuel Blumenfeld
- Rachel Khan
- Marc Lambron
- Eric Le Boucher
- Christian Makarian
- Franz-Olivier Giesbert
- Pascal Bruckner
- Cécile Cornudet
- Guillaume Tabard
- David Doukhan

ind : les indicatifs des émissions de Radio Classique animées en 2020 par ces animateurs et leurs références discographiques sont détaillés dans l'article consacrés aux indicatifs musicaux d'émissions de radio et télévision en France. Par exemple : l'émission Franck Ferrand raconte a pour indicatif le thème du film Kalidor d'Ennio Morricone [écouter en ligne].

### Anciens animateurs
- Sylvain Augier[20] (2011-2012)
- Albina Belabiod (2006-2016)
- Olivier Bellamy (jusqu'en 2020)
- Claire Chazal (2006-2018)
- Alain Duault (2012-2018)
- Laurence Ferrariind (2018-2021)
- Michel Grossiord (2016-2019)
- Denisa Kerschová (jusqu'en 2010)
- Hervé Mariton
- Bernard Meillat (1991-2005)
- Gérard Pangon (jusqu'en 2010)
- Dimitri Pavlenko (2017-2021)
- Bernard Poirette (2020-2021)
- Patrick Poivre d'Arvor (2014-2018)
- Ève Ruggieri (2008-2019)

## Programmation

### Généralités
Radio Classique diffuse des programmes d’information économique et générale (dans sa Matinale quotidienne), des émissions et chroniques culturelles, notamment le week-end, et des programmes d’accompagnement musical, essentiellement autour du grand répertoire de la musique classique, en journée et en soirée.

### Le Jazz
Depuis 2019, Radio Classique propose des émissions dédiées au jazz, avec « Horizons jazz » le week-end et « On The Wilde Side » de Laurent de Wilde, en semaine.

### Diversification et production d’événements
Après une toute première émission-concert en public « Mozart à l’Olympia » organisée le 27 janvier 2006, Radio Classique organise de 2009 à 2013 le Festival Radio Classique à l’Olympia.
En 2010 et 2011, Radio Classique produit « Pierre et le loup raconté par Eve Ruggieri » au Théâtre Edouard VII à Paris.
Puis chaque année depuis 2012, à l'image du concert du Nouvel An à Vienne, Radio Classique organise à Paris et Bordeaux son grand concert de Noël.
Après un concert « Radio Classique fait son cinéma » en septembre 2015 au grand Rex, Radio Classique organise chaque année depuis 2016 un concert thématique au début de l’été au Théâtre des Champs-Élysées : « Offenbach en fête » (2016), « Viva Verdi » (2017), « Sacré Rossini » (2018), « Passionnément Mozart » (2019), puis « La Folle Soirée de l’Opéra » depuis 2021.
La station diversifie également ses activités depuis les années 2010 dans le secteur de l’édition (avec notamment des livres jeunesse sur la musique classique) et des voyages musicaux (croisières, weekends musicaux, thalasso musicale…).

### Autres événements
Le 25 septembre 2018, Radio Classique programme une journée spéciale en direct et en public depuis l'Opéra Garnier, pour célébrer les 350 ans de l'Opéra de Paris.
En mars 2020, Radio Classique participe à l'opération « Nation apprenante », mise en place par le ministère de l'Éducation nationale et de la Jeunesse pendant la période de confinement à la suite de la pandémie de Covid-19.

## Diffusion

### Transmission par modulation de fréquence
Radio Classique dispose de 82 fréquences FM. Elle est également diffusée par câble, en clair sur les satellites Astra et Eutelsat 5 West avec un récepteur DVB HD (DVB-S2), ADSL et Internet. Au début des années 2010, elle rend plusieurs fréquences FM au CSA, dont celles de Châteauroux, Nevers, Châlons-en-Champagne, Charleville-Mézières, Roanne et de Montluçon.

### Transmission par voie numérique terrestre
Depuis décembre 2018, Radio Classique retransmet ses programmes en DAB+ en Alsace.  Sa diffusion en DAB+ est évidemment beaucoup plus large, depuis.  Elle est par exemple tout à fait bien reçue en région Centre, dans le Loiret, sur la D56, entre Isdes et Sully-sur-Loire.

### Relais par la télévision
En 2016, La Matinale de Radio Classique présentée par Guillaume Durand est également diffusée sur la chaîne Paris Première, puis sur le site du Figaro.

## Audience
Depuis le lancement de la station et en particulier depuis le repositionnement de la station en 2005, Radio Classique connaît d'abord une hausse de son audience. Selon Médiamétrie, l'audience cumulée de la station est de 2,1 % entre novembre et décembre 2010, soit 1 109 000 personnes.
En avril-juin 2021, selon Médiamétrie, la part d'audience est de 1,8 % du lundi au vendredi avec une durée d'écoute par auditeur de 1 h 55, et de 1,7 % le samedi et le dimanche, avec une durée d'écoute par auditeur de 1 h 49.